# Muricopsis rutilus
Muricopsis (Muricopsis) rutilus, tên tiếng Anh: beaded drupe, là một loài ốc biển, là động vật thân mềm chân bụng sống ở biển thuộc họ Muricidae, họ ốc gai.

## Phân loài
- Muricopsis (Muricopsis) rutilus mariangelae Rolan & Fernandes, 1991: Đây là loài đặc hữu của São Tomé và Príncipe (đồng nghĩa: Muricopsis (Risomurex) rutilus mariangelae Rolan & Fernandes, 1991; Muricopsis mariangelae Rolan & Fernandes, 1991)
- Muricopsis (Muricopsis) rutilus rutilus (Reeve, 1846): loài này có ở Đại Tây Dương dọc theo Ghana (đồng nghĩa: Ricinula rutilus Reeve, 1846 (basionym))